# Kochen im falschen Jahrhundert
Kochen im falschen Jahrhundert ist ein Roman der österreichischen Autorin Teresa Präauer. Das Buch wurde am 22. Februar 2023 im Wallstein Verlag veröffentlicht.

## Handlung
Das Buch beginnt mit der Vorbereitung eines Abendessens. Die Gastgeberin deckt nervös den Tisch. Die Gäste, ein befreundetes Ehepaar und ein Schweizer Freund des Gastgeberpaares, treffen nach einigen Minuten der Anspannung mit akademischer Verspätung ein. Jazzmusik stimmt die Gruppe auf einen gemütlichen Abend ein, der Wein wird serviert und es wird angestoßen.
Der Abend beginnt erneut, diesmal trockener, denn im Gegensatz zum Schweizer kommt das Ehepaar eine gute halbe Stunde zu spät. Während die Gastgeber mit dem Schweizer warten, wird auf dem dänischen Holztisch der Crémant serviert und der Abend mit trendiger Jazzmusik untermalt. Es folgen diverse Gespräche über längst vergangene Studienzeiten und die Stimmung taut schnell auf. Nach einiger Zeit trifft auch das Ehepaar in der modernen Stadtwohnung ein. Der Schweizer raucht auf dem Balkon eine Zigarette, worauf sich die darunter wohnende Mieterin über die heruntergefallene Kippe auf ihrem Balkon beschwert. Auf dem Rückweg in die Wohnung lässt der Schweizer den Aschenbecher fallen. Nachdem die Nachbarin ein Glas Crémant dankend abgelehnt und die Wohnung verlassen hat, bereitet die Gastgeberin einen grünen Salat mit Radicchio, Birne und Roter Beete zu. Nach einer weiteren Raucherpause des Schweizers lässt dieser seine glühende Zigarette auf den Parkettboden fallen, wo sich sofort ein Brandloch bildet. Anschließend bereitet die Gastgeberin in der Küche den Hauptgang, eine französische Quiche zu.
Während des Essens erkundigt sich der Schweizer nach dem Grund der Verspätung des Ehepaares. Sie seien vorzeitig zur Wohnung der Gastgeber aufgebrochen und hätten in der Innenstadt einen Aperitif getrunken. Dabei hätten sie amerikanische Touristen getroffen und sich mit ihnen unterhalten. Der Ehemann scheint eine gewisse Abneigung gegen die Touristen zu verspüren. Aufgrund politischer Meinungsverschiedenheiten seien sie nach kurzer Zeit wieder getrennte Wege gegangen. Während dieser Erzählung zeigt der Ehemann ein merkwürdiges, nervöses Verhalten, woraufhin sich die Wahrnehmung der Gastgeberin diesbezüglich ändert. So ist der Ehemann wider Erwarten doch kein „entspannter Lebemann“ (S. 59). Nach einigen Flaschen Crémant macht sich die Wirkung des Alkohols bei der geschlossenen Gesellschaft bemerkbar, der Ehemann ist nun sichtlich angetrunken. Verspätet wird das Gastgeschenk, eine Flasche Rotwein, aus der Vivienne-Westwood-Tasche gezogen und dem Gastgeberpaar überreicht. Die Rotweinflasche wird in einem gemeinsamen Selfie mit Blumenfilter wenig stilvoll in Szene gesetzt und mit diversen Hashtags versehen.
In Vorbereitung auf das bevorstehende Abendessen schiebt die Gastgeberin die blindgebackene Quiche in den vorgeheizten Ofen. Um Stress zu vermeiden, hat sie diese schon am Vorabend vorbereitet. Als sie an diesem Morgen aufwachte, spürte sie noch immer die Nachwirkungen der wilden Träume vom Scheitern und Versagen. Auf Instagram entdeckt die Gastgeberin einen Post der Ehefrau, auf dem einer der Amerikaner seine Hand auf die Schulter der Ehefrau legt. Mehrmals fährt sie mit der Maus über die Wangen des Amerikaners. Während die nächste Flasche Crémant im Kühlfach kaltgestellt wird, trinken die Gäste zum ersten Mal Wasser. Um sich einen Überblick zu verschaffen, wandert die Gastgeberin vermehrt zwischen Küche und Esszimmer hin und her, vergisst dabei aber die Weinflasche, welche daraufhin mit einem lauten Knacken zerbirst.
Die Gastgeberin wartet mit ihrem Partner gestresst am „gedeckten dänischen Esszimmertisch“ (S. 81) auf die verspäteten Gäste, langsam verliert sie die Lust am gemeinsamen Abendessen. Das Paar hat das Kleinkind für diesen Abend den Großeltern anvertraut, doch die Partnerin des Schweizers ist wegen eines Abgabetermins verhindert. Die Gastgeberin hat die Quiche als einfaches Rezept für dieses erste Abendessen ausgewählt, dem noch viele weitere Einladungen folgen sollten. Gemeinsam mit ihrem Partner entkorkt die Gastgeberin nach erneutem Warten die erste Flasche Crémant. Beim ersten Glas Wein blättert sie in einem Bestseller-Kochbuch mit Rezepten aus aller Welt, „das inszenierte Leben des Kochs setzte sie unter Druck, gewürzt mit einer Kräutermischung aus Neid und Bewunderung.“ (S. 92) Die Gastgeberin ist inzwischen beim dritten Glas angelangt, mit ihrem Partner hat sie nach einer Stunde Wartezeit eine ganze Flasche Wein geleert. Nach einiger Zeit trunkener Langeweile kommt es zu einer kurzen intimen Berührung am Oberschenkel der Gastgeberin. Die Gäste kommen nun gemeinsam an und betreten mit nassen Schuhen die Wohnung. Wieder wird ein Gruppenfoto gemacht und die Gäste verraten den Grund ihrer Verspätung, ein Aperitif mit Clubsandwich führt zum Treffen mit den Amerikanern, die Gastgeberin fühlt sich ausgeschlossen und bereitet in der Küche Salat und Quiche vor. Der Ehemann begleitet den Schweizer für eine Raucherpause auf den Balkon, danach verteilt er die Salatschüsseln und die Gastgeberin kehrt mit ihm und einer geöffneten Flasche Wein ins Esszimmer zurück. Die Quiche wird serviert, die Stimmung entspannt sich, „alle schienen mit einem Mal gelöst und heiter, sie schwiegen und assen, dann erzählten einer eine Geschichte, […]“ (S. 131), die Gäste beglückwünschen die Gastgeberin zu dem gelungenen Abend und entschuldigen sich für die Verspätung. Nach einem Twinni als Dessert wird nun Hochprozentiges konsumiert. Die Amerikaner melden sich per Messenger bei der Ehefrau und laden sich selbst ein. Sie hätten den Instagram-Post der Gruppe entdeckt und seien zufällig in der Nähe. Kurze Zeit später stehen sie vor der Haustür, stellen sich dem Gastgeberpaar vor und überreichen eine Flasche Rotwein als Gastgeschenk. Die Amerikaner integrieren sich gut in die Runde, machen Komplimente, flirten. Die Gastgeberin und der Amerikaner verbringen Zeit auf dem Balkon und schauen in die Innenhöfe. Nach einigen Gesprächen berührt der Amerikaner die Gastgeberin, sie schauen sich tief in die Augen, es folgt ein Kuss. Währenddessen sitzt der Ehemann mit der Amerikanerin im Zimmer der Gastgeberin und sorgt sich wegen seiner Beziehung und der Rollenverteilung bezüglich des Neugeborenen. Außerdem geht er „fremd in Gedanken“ (S. 155). Er stellt sich sein Leben nach einem Neuanfang in den USA vor, die Amerikanerin berührt seine Oberschenkel. In der Küche sitzen der Schweizer, der Partner der Gastgeberin und die Ehefrau, die ihre Gedanken laut ausspricht: Den Ehemann habe in der Bar „den Interventionismus des Amerikaners gestört“ (S. 156), ein Liebespaar seien sie schon lange nicht mehr. Anschließend betrinken sich die drei gemeinsam aus den Bauchnabeln der anderen zur „Erreichung des sogenannten Triebziels“ (S. 159). Die drei Affären spielen sich nun erotisch in der Küche, im Schlafzimmer und auf dem Balkon ab. Als es diesmal klingelt, steht nicht die Nachbarin, sondern die Polizei vor der Tür. Peinlich berührt öffnet die Gastgeberin die Haustür in den Flur, wo alle anwesenden Gäste leise kichernd aus ihren Zimmern strömen. Noch bevor die Polizeibeamten die Personalien aufnehmen können, beginnen die Gäste, „die Verhältnisse zu diskutieren“ (S. 173), und erklären unbeholfen die jeweiligen sexuellen und freundschaftlichen Beziehungen der Affären, woraufhin die Polizeibeamten peinlich berührt und mit „dem gebotenen Ernst der staatlichen Exekutive“ (S. 174) die Informationen schweigend zur Kenntnis nehmen. Nachdem sie sich wieder gefasst haben, informieren sie die Gastgeberin über den eigentlichen Grund ihres Besuchs zu so später Stunde: „Infolge eines Wasserrohrbruchs war die Gasse überflutet, was sich bis in den Innenhof des Hauses bemerkbar gemacht habe.“ (S. 176) Die Gäste verabschieden sich nun vom Gastgeberpaar. Die Amerikaner, deren nächste Station Prag werden soll, verabschieden sich kumpelhaft von der Gastgeberin und auch der Schweizer macht sich – in Gore-Tex gerüstet – auf den Heimweg. Die Gastgeberin ist nun froh über die Gesellschaft ihres Partners, er sei auch „ihr Liebhaber, und […] ein richtig guter Freund.“ Beim Kaffeetrinken am darauffolgenden Morgen stimmte die Kaffeetasse die Gastgeberin zuversichtlich. „Sie wohnte erst seit kurzem in dieser Wohnung […], und sie plante, ihre engsten Freunde zu einem Abendessen einzuladen. Sie schwärmte ihrem Partner […] von einer einfachen Quiche, einer Flasche Crémant, von Jazzmusik […].“ (S. 198).

## Charaktere
Gastgeberin
Die Gastgeberin ist eine selbstbewusste Frau in ihren Vierzigern mit einer Vorliebe für das Gestalten und Einrichten von Räumen. Beruflich ist sie im Import und Export von Bananen tätig. Sie ist stolz auf ihre gut eingerichtete Wohnung, in welche sie gerne Freunde einlädt. Als Studentin hatte sie eine Wohnung im obersten Stock eines Altbaus mit französischem Balkon. «Die Wohnung der Gastgeberin hatte neben einer schmal geschnittenen Küche ein kleines Gästezimmer, ein Schlafzimmer, das große Wohn- und Arbeitszimmer, in dem auch der lange Esstisch stand, ein Badezimmer und eine zweite zusätzliche Toilette.» (S. 124) Sie hat einen Freund, den sie seit etwa 20 Jahren kennt, und ist ehemalige Raucherin. Die Gastgeberin ist eine leidenschaftliche Musikliebhaberin und hört gerne Jazz, Pop, klassische und neue Musik. Sie hat ein Faible dafür, Dinge mit den Händen zu machen, und konstruiert gerne. Obwohl sie sich noch nicht daran gewöhnt hat, Leute zu sich nach Hause einzuladen, genießt sie die Gesellschaft ihrer Freunde («Schön, dass ihr da seid.» (S. 10)). Ihre Gedanken sind geprägt von Auseinandersetzungen mit ihren Komplexen über ihr Aussehen («Ob sie wieder beginnen solle, ins Fitnessstudio zu gehen, fragte sie ihren Partner» (S. 66)) und ein Gefühl von Ausgeschlossenheit.
Gastgeber (Partner)
Der Gastgeber, Partner der Gastgeberin, scheint entspannter als die Gastgeberin und genießt die Ruhe. So wie die Gastgeberin bastelt und konstruiert er gerne Dinge für die Wohnung. Er ist ebenso wie die Gastgeberin (Partnerin) ein ehemaliger Raucher. In der Geschichte steht er mehr im Hintergrund und wird neben der Gastgeberin als unterstützende Figur angesehen.
Ehemann
Der Ehemann ist modeinteressiert und trägt helle Jeans und ein nostalgisches Hawaiihemd zur Verabredung (S. 25). Er will so wie die Gastgebenden vom Rauchen abkommen, hat aber eine lockere Einstellung zum Rauchen, ist somit nicht vollständig vom Rauchen abgekommen. Auf dem Balkon der Gastgebenden wird genannt, dass er unter Höhenangst leidet. Die Amerikaner, die seine Ehefrau und er vor der Verabredung getroffen haben, kann er nicht sehr leiden. Er ist über die Thematik seines Kindes genervt und spricht nicht gerne darüber. Er besuchte als Sprachaustausch eine Internationale Schule in New York und prahlt mit seinen mittelwertigen Englischkenntnissen.
Ehefrau
Die Ehefrau trägt eine gemusterte Seidenbluse, Brille und nur wenig Make-up sowie einen Rock, den sie wegen seiner Kürze oft herunterziehen muss. Sie war früher Studentin. Die Begegnung mit Amerikanern, die der Ehemann als unangenehm empfand, empfand sie als äußerst amüsant. Ihre Beziehung mit ihrem Ehemann scheint in die Brüche zu gehen, sie zieht es vor, sich mit dem Amerikaner zu unterhalten und mit ihm rumzumachen. Sie zieht es vor, ihr Leben auf den sozialen Medien, Instagram etc., zu posten. Sie nimmt sich vor, vieles aus ihrem Leben zu zeigen und ihre Followers an ihrem Leben teilhaben zu lassen. Sie hat mit dem Ehemann ein zweijähriges Kind, welches während diesem Abend bei den Eltern des Ehemannes ist. Ihre Schwiegereltern kann sie nicht sehr leiden und beklagt sich im Verlauf des Abends bei ihrem Mann mehrmals über sie.
Schweizer
Der Schweizer trägt für den Abend ein einfaches T-Shirt, eine Cargohose und Sandalen. So wie das Klischeebild eines Schweizers kommt er pünktlich wie eine Schweizer Uhr zur Verabredung. Als einziger der Gruppe ist er der eine, der noch am Rauchen ist, während dem Abend wird ein ganzes Paket von ihm geleert. Das Leben als Uni-Professor wird ihm nun mit der Zeit ein wenig zu langweilig und er ist nun auf Jobsuche. Neben der Pünktlichkeit schätzt er auch das Schweizer Essen aus seiner Heimat. Neben diesen beiden Merkmalen trägt er ebenfalls Socken mit der Aufschrift «Sport». Seine Freundin, die ihn zu diesem Abend nicht begleitet konnte, arbeitet viel und verdient vergleichsweise wenig.
Amerikaner
Der Amerikaner heißt Joe und wird als sehr groß bezeichnet und nebenbei von der Gastgeberin mit einem Basketballspieler verglichen. Er und seine Freundin haben sich nach der Sichtung des Instagram-Posts der Ehefrau selbst zur Party eingeladen. Der Amerikaner hat im Vergleich eine eher neckende Art gegenüber dem Gastgeber.
Amerikanerin
Die Amerikanerin reist mit ihrem Freund (Amerikaner) durch Europa. Sie ist sich der Beziehung mit dem Amerikaner nicht mehr sehr sicher. Sie wird uns als fürsorgliche Person vorgestellt, die sich während dem Abend mit dem Ehemann, der seine Gefühle ausschüttet, beschäftigt.
Nachbarin
Die Nachbarin trägt Jogginghose (S. 45), spricht perfektes Deutsch mit slawischem Akzent und ist vermutlich Polin. Sie beschwert sich über Zigarettenstummel (S. 45), die auf ihren Balkon geworfen wurden, und hat eine graue Katze namens Minka.

## Form, Aufbau, Sprache
Jedem Kapitel sind einzelne Lebens- oder Genussmittel bzw. Verzehrideen vorangestellt, die teilweise in direktem Zusammenhang mit der Handlung des darauffolgenden Textabschnittes stehen. Die gesamte Erzählung ist durchsetzt mit Zitaten aus Jazz-Standards, wobei jeweils Interpreten und Autoren namentlich genannt werden.
Kochen im falschen Jahrhundert verwendet eine Erzählform in der dritten Person, wobei der Er-/Sie-Erzähler gelegentlich in die zweite Person wechselt, um die Lesenden direkt anzusprechen. Die Erzählung erfolgt in indirekter Form, was bedeutet, dass Handlung und Gedanken der Protagonistin durch die Erzählinstanz vermittelt werden. Der Anfang der Geschichte wird dreimal in unterschiedlicher Weise wiederholt. Vor jeder Wiederholung kommt jeweils ein Abschnitt mit einer Rückblende, in welcher der Sprecher persönlich von der Erzählinstanz angesprochen wird («Erinnerst du dich daran» (S. 5)). Die Verwendung der direkten Ansprache schafft eine persönliche Verbindung zwischen Leser und der Erzählinstanz. Stilistisch prägt eine Mischung aus alltäglicher Sprache und der sprachlichen Anpassung an die jeweiligen Charaktere die Wortwahl. Der Wechsel zwischen direkter und indirekter Ansprache schafft eine interessante Dynamik und ermöglicht es den Lesern, sich mit der Erzählinstanz zu identifizieren.

## Relevante Themen und Interpretationen
Während im Text zwar diverse gesellschaftlich relevante und aktuelle Themen besprochen werden, geschieht dies bei jedem Gespräch gewollt oberflächlich und distanziert. Eigentlich unterstreicht Theresa Präauer das toxische Zusammenspiel der geschlossenen Gesellschaft, welche mit jedem Neuansatz der Geschichte «schnippischer, schriller und streitlustiger» wird. Das Essen wird als Hauptthema der Handlung mit verschiedenen Aspekten der Geschichte sowie mit philosophischen Konzepten der Zeit in Szene gesetzt. Die Autorin lässt sich inspirieren von historischen Begebenheiten und verarbeitet diese mit fiktiven Elementen in eine Suche nach Identität in verschiedenen Zeiten und Kulturen. In einer Mischung aus nichtssagenden zeitgenössischen Diskussionen über Themen wie Gender equality, den Klimawandel und das wachsende Bewusstsein für Nachhaltigkeit hebt sie ironisches, teils hypokritisches Verhalten offen und hält der Generation Y den Spiegel vor. Die Gastgeberin als Hauptfigur versteckt sich und ihre Gäste während des gesamten Romans hinter einer Fassade, welche mit jedem Neuansatz der Erzählung mehr und mehr bröckelt. So zeichnet sie ein immer klarer werdendes Bild eines Abends, in dessen Gesellschaft sich weder die Erzählerin selbst noch die Gastgeberin wirklich wohl fühlt.

## Rezeption
«Heruntergedimmte Eleganz» zeichne diesen Roman von Theresa Präauer aus, findet Rezensent Paul Jandl in der NZZ. Es passiere zwar nicht viel, aber dafür hätten die «gruppendynamischen Spannungen» eine Intensität, die den Rezensenten an Filme von Eric Rohmer denken lasse. Birthe Mühlhoff von der Süddeutschen Zeitung empfiehlt den Roman als brillantes wie vergnügliches Kammerspiel. Beate Tröger vom Deutschlandfunk denkt in ihrer Rezension an Pierre Bourdieu, der aufgezeigt habe, wie sozialer Stand und Geschmack miteinander verbunden sind. Für Ijoma Mangold von der Zeit ist Teresa Präauers Roman nicht weniger als die «literarische Spielanleitung zu einem soziologischen Distinktionswettbewerb». Vor allem aber ist es die tänzerische «Avantgarde» und «Sprachbewusstheit» der Autorin, die Mangold einmal mehr bewundert: Wie sie ihr Personal, das bei allem Hedonismus angestrengt versucht, jeden Zynismus zu vermeiden, aufeinanderprallen lässt, macht ihm viel Spaß. 

## Nominierungen und Auszeichnungen
Kochen im falschen Jahrhundert stand auf der Longlist des Deutschen Buchpreises 2023 und war für den Bayerischen Buchpreis 2023 nominiert.
2024 wurde dem Roman bzw. seiner Autorin der Bremer Literaturpreis zuerkannt.